# Theodor Scheimpflug
Theodor Scheimpflug, avstrijski geodet in mornariški častnik, * 7. oktober 1865, Dunaj, Avstrijsko cesarstvo (sedaj Avstrija), † 22. avgust, 1911, Vorderbrühl, Avstro-Ogrska (sedaj Avstrija).
Scheimpflug je najbolj znan po svojem delu v fotografiji, še posebej po geometrijskem načelu, imenovanem po njem, ki opisuje usmerjenost goriščne ravnine optičnega sistema (kot so npr. fotoaparati), kadar ravnina objektiva ni vzporedna z ravnino slike. Scheimpflugovo načelo obravnava kritično gorišče, to je del slike, ki je optično še v gorišču. Ni točno znano ali je res odkritelj tega načela. Tudi sam ni zahteval pravic za odkritje in je povzemal po predhodnih odkritjih.
Ukvarjal se je tudi s fotografijo iz zraka, kjer je pridobil več patentov.